# Горская волость (Псковский уезд)
Горская волость — административно-территориальная единица в составе Псковского уезда Псковской губернии РСФСР в 1924 — 1927 годах. Центром было село Цапелька.
Образована в соответствии с декретом ВЦИК от 10 апреля 1924 года из Жуковской волости (с центром сперва в д. Жуковичи, затем к 1917 г. —  в д. Палицы) Псковского уезда и Горской волости Порховского уезда и разделена на сельсоветы: Катвжвнский, Молодейский, Палицкий, Цапельский. В октябре 1925 года был образован Жабенецкий сельсовет.
В рамках ликвидации прежней системы административно-территориального деления РСФСР (волостей, уездов и губерний), Горская волость была упразднена в соответствии с Постановлением Президиума ВЦИК от 1 августа 1927 года, а её территория включена в состав новообразованного Новосельского района Псковского округа Ленинградской области.